# Lafnitz
Lafnitz là một đô thị thuộc huyện Hartberg thuộc bang Steiermark, nước Áo. Đô thị Lafnitz có diện tích 15,61 km², dân số thời điểm năm 2015 là 1435 người.